# エレクトロニックピアノ

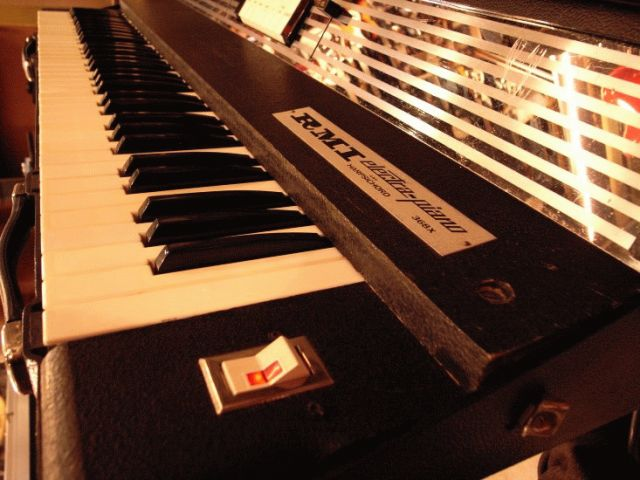
RMIエレクトロニックピアノ

エレクトロニックピアノ（英: Electronic piano、電子ピアノ）は、アナログ回路を用いてピアノ（ときにはチェンバロまたはオルガン）の音色を模倣するよう設計された鍵盤楽器である。
今日、日本の「電子ピアノ」という名前は本稿で解説するエレクトロニックピアノではなく、「デジタルピアノ」を指すことが多い。

## 概要
エレクトロニックピアノはアナログシンセサイザーが振動子を使って音を生成するという点においてそれらと同様に機能する。一方、エレクトリックピアノ（英: Electric piano、電気ピアノ）は機械で動作し、弦の振動によって生じる音がピックアップによって電気信号になり、次に内部または外部増幅器（アンプリファイア）によって増幅される。
「エレクトロニックピアノ」はウーリッツァー社のウーリッツァーピアノの製品種目のために使われた商標でもあった。ウーリッツァーピアノは1950年代から1980年代にかけて生産されて人気を集めたエレクトリックピアノで、現在一般にエレクトロニックピアノと呼ばれているものとは異なる。
最初のエレクトロニックピアノは1970年代に遡り、大半がイタリアのクルーマー社が制作していたが、日本でも同時期に同様のモデルであるヤマハ・CPシリーズ#アナログ音源電子ピアノが制作されていた。例外は1967年から1980年ごろまでアメリカ合衆国のロッキー・マウント・インストゥルメンツ (Rocky Mount Instruments、RMI）によって作られた楽器のラインアップである。RMIエレクトラピアノはジェネシス、イエス、ディープ・パープル、エルトン・ジョン、リック・ウェイクマンによって使用された。これらの初期のエレクトロニックピアノは速度感知式ではなく、オルガンのように、音量は鍵を叩く強度には無関係だった。トニー・バンクス（ジェネシス）は「RMIの大きな欠点はタッチに対する感度を完全に欠いていたことだ。これはとても窮屈で、特にどれだけ軽くかすめたとしてもミスタッチの音が最大音量で鳴るんだ」と述べている（Reid 2001）。
最初のエレクトロニック・グランドピアノはSt. James, NY. (Piano Nova Co.) のウィル・デッカーによって1979年に生産され、1981年に特許が取られた。これは初めての完全なタッチ感知式鍵盤とペダルを備えていた。
エレクトロニックピアノは1980年代に人気が低下した。1980年代には、デジタルピアノとポリフォニックシンセサイザーが手に入るようになり、アコースティックピアノの安価で、より小型で、より軽い代替品としてプロにも家庭での使用にも十分手頃な価格になった。
現代では「エレクトロニックピアノ」という用語がデジタルピアノまたはステージピアノを指すように使用されることがあるが、これは誤った用法である。エレクトロニックピアノは音を生成するためにアナログ合成を用いるのに対して、デジタルピアノは通常サンプリングを基にした合成を用いる。加えて、1980年代中期ごろの初期のデジタルピアノはたいてい「個人用エレクトロニックピアノ」を意味した。

## 推薦文献
- Tünker, Helmuth. 1975. Electronic-Pianos und Synthesizer. Nach industriellen Gesichtspunkten entworfene, jedoch für den Selbstbau geeignete Schaltungen. Munich: Franzis.
- Weyer, Rolf-Dieter. 1973. "Typical Sound Characteristics of Piano Sounds, Analysed on the Basis of Piano Sounds and Piano-Like Sounds". In Papers of the 44th Convention of the Audio Engineering Society, Central Europe Section (1973): Rotterdam, edited by O. H. Bjor. New York: Audio Engineering Society.